# Jeff Shaw
Pour les articles homonymes, voir Jeffrey Shaw et Shaw.
Jeffrey Lee Shaw (né le 7 juillet 1966 à Washington Court House, Ohio, États-Unis) est un ancien lanceur de relève droitier ayant joué dans les Ligues majeures de baseball de 1990 à 2001.
Il a été invité au match des étoiles du baseball majeur à deux reprises et remporté le titre de releveur de l'année dans la Ligue nationale en 1997 avec les Dodgers de Los Angeles.
Il est le père du joueur de baseball Travis Shaw.

## Carrière
Jeff Shaw est un choix de première ronde des Indians de Cleveland en 1986. Il fait ses débuts avec eux en 1990. Après la saison 1992, il signe comme agent libre avec les Royals de Kansas City mais ne portera jamais les couleurs de cette équipe, qui l'échange deux mois plus tard, en décembre 1992, aux Expos de Montréal. Le receveur Tim Spehr passe aussi aux Expos dans cette transaction, qui envoie les lanceurs Mark Gardner et Doug Piatt à Kansas City.
Utilisé en longue relève par Montréal, Shaw présente un dossier de 8 victoires et 15 défaites en un peu plus de deux saisons avec l'équipe, puis il est échangé aux White Sox de Chicago contre le lanceur José DeLeón durant la saison 1995.
Jeff Shaw s'entend comme agent libre avec les Reds de Cincinnati avant la saison 1996. L'équipe en fait un stoppeur en 1997 et le droitier domine la Ligue nationale avec 42 sauvetages. Sa moyenne de points mérités est de 2,38 en 94 manches et deux tiers lancées et on lui remet le titre de releveur de l'année.
Le 4 juillet 1998, les Reds transfèrent Shaw aux Dodgers de Los Angeles en retour du joueur de premier but Paul Konerko et du lanceur Dennys Reyes. Chez les Dodgers, Shaw ajoute 25 sauvetages aux 23 déjà réussis dans l'uniforme des Reds, terminant l'année 1998 avec 48 victoires protégées, son total le plus élevé en carrière. Il accumulera 34, 27 puis 43 sauvetages au cours des trois saisons suivantes avec Los Angeles. Il a participé au Match des étoiles de la Ligue majeure de baseball en 1998 et 2001.
Jeff Shaw a pris sa retraite après la saison 2001. En 633 parties en carrière et 848 manches lancées, il présente un dossier victoires-défaites de 34-54, une moyenne de points mérités de 3,54 avec 203 sauvetages et 545 retraits sur des prises.